# Лейнинген, Карл (1928—1990)
Карл Владимир Эрнст Генрих, принц Лейнинген (нем. Karl Wladimir Ernst Heinrich zu Leiningen; 2 января 1928, Кобург — 28 сентября 1990, Веред-Хагалиль) — немецкий дворянин. Второй сын Карла, 6-го князя Лейнингена (1898—1946), и   княжны императорской крови Марии Кирилловны Романовой (1907—1951). Мария была старшей дочерью великого князя Кирилла Владимировича Романова (1876—1938) и принцессы Виктории Мелиты Эдинбургской и Саксен-Кобург-Готской (1876—1936). Карл Владимир Лейнинген являлся праправнуком королевы Великобритании Виктории и российского императора Александра II.

## Биография
Принц Карл родился 2 января 1928 года в Кобурге (Веймарская республика). В молодости он работал, в основном, продавцом в Париже.
Карл познакомился с княгиней Марией Луизой Болгарской в Мадриде, где она жила вместе с матерью. Она была единственной дочерью царя Болгарии Бориса III и принцессы Джованны Савойской (1907—2000). В декабре 1956 года было объявлено о помолвке принца Карла с принцессой Марией-Луизой. 14 февраля 1957 года в Аморбахе состоялась гражданская церемония бракосочетания. Аморбах был резиденцией княжеского рода Лейнинген с 1803 года. Семья Карла владели большими поместьями на юге Германии и считалась одной из богатейших немецких дворянских династий. В 1957 году состояние семьи князей цу Лейнинген оценивалось в 1,5 миллиарда долларов. 20 февраля 1957 года в Каннах состоялась церковная (греческая православная) церемония бракосочетания.
После свадьбы они жили до июня 1958 года в Мадриде. Затем Карл Лейнинген отправился в Канаду, где решил обосноваться. Карл и Мария-Луиза переехали в Канаду, планируя путешествие в Торонто, где они надеялись заниматься бизнесом. У них в браке родились двое сыновей:
- Принц Карл Борис Франк Маркварт Лейнинген (род. 17 апреля 1960), 1-я жена с 1987 года Милена Манов (1962—2015), 2-я жена с 1998 года Шерил Лиглер (род. 1962)
  - Принц Николас Александр Лейнинген (род. 25 октября 1991), от первого брака
  - Принц Карл Генрих Лейнинген (род. 17 февраля 2001), от второго брака
  - Принцесса Юлиана Елизавета Мария Лейнинген (род. 19 сентября 2003), от второго брака.
- Принц Герман Фридрих Роланд Фернандо Лейнинген (род. 16 апреля 1963), женат с 1987 года на Деборе Калли (род. 1961), трое детей:
  - Принцесса Татьяна Лейнинген (род. 27 августа 1989)
  - Принцесса Надя Лейнинген (род. 16 декабря 1991)
  - Принцесса Александра Лейнинген (род. 18 декабря 1997).

Брак был несчастливым, и 4 декабря 1968 года супруги Карл и Мария Луиза развелись . После развода Мария Луиза Болгарская с двумя сыновьями переехала в США, где принцы получили образование в военной академии.
Принц Карл Лейнинген переехал в Торонто, где стал руководителем брокерской фирмы. В конце концов он принял гражданство Канады. Позднее принц перебрался в Цюрих (Швейцария). По уговорам своих еврейских друзей принц Карл посетил Израиль, где в конце концов нашел себе работу при помощи новых израильских друзей. В дальнейшем он переехал в Израиль, откуда редко выезжал, за исключением коротких визитов к семье. Он прожил в Израиле до своей смерти 28 сентября 1990 года в городе Веред-Хагалиль.

## Титулы и стили
- 2 января 1928 — 28 сентября 1990 года: «Его Светлость Принц Карл Лейнинген».